# Vallées de la Sarre, de l'Albe et de l'Isch - marais de Francaltroff
Vallées de la Sarre, de l'Albe et de l'Isch - marais de Francaltroff este o arie protejată (sit de importanță comunitară — SCI) din Franța întinsă pe o suprafață de 970 ha, integral pe uscat.

## Localizare
Centrul sitului Vallées de la Sarre, de l'Albe et de l'Isch - marais de Francaltroff este situat la coordonatele 48°58′19″N 6°53′14″E / 48.97194°N 6.88722°E.

## Înființare
Situl Vallées de la Sarre, de l'Albe et de l'Isch - marais de Francaltroff a fost declarat arie specială de conservare în baza directivei 92/43 din 1992 referitoare la conservarea habitatelor naturale și a faunei și florei sălbatice pentru a proteja 4 specii de animale.

## Biodiversitate
Situată în ecoregiunea continentală, aria protejată conține 9 habitate naturale: Mlaștini calcaroase cu Cladium mariscus și specii de Caricion davallianae, Cursuri de apă de la nivel de câmpie la nivel montan, cu vegetație Ranunculion fluitantis și Callitricho-Batrachion, Râuri cu maluri nămoloase cu vegetație de Chenopodion rubri p.p. și Bidention p.p., Păduri aluvionare cu Alnus glutinosa și Fraxinus excelsior (Alno-Padion, Alnion incanae, Salicion albae), Turbării active, Pajiști cu Molinia pe soluri calcaroase, turboase sau argilos-nămoloase (Molinion caeruleae), Liziere de ierburi înalte hidrofile de câmpie și de nivel montan până la alpin, Mlaștini turboase de tranziție și turbării mișcătoare, Fânețe de joasă altitudine (Alopecurus pratensis, Sanguisorba officinalis).
La baza desemnării sitului se află mai multe specii protejate de  nevertebrate (4): Coenagrion mercuriale, fluturele purpuriu (Lycaena dispar), Phengaris nausithous, Vertigo angustior.
Pe lângă speciile protejate, pe teritoriul sitului au mai fost identificate 24 de specii de plante, 4 specii de păsări, 3 specii de amfibieni, 1 specie de mamifere, 1 specie de nevertebrate.